# Метод k·p
k·p метод — метод теорії збурень у фізиці твердого тіла, який дозволяє наближено розрахувати енергію та хвильовову функцію носія заряду  в довільній точці зони Бріллюена за відомими значеннями в іншій точці, зазвичай точці високої симетрії. Метод особливо ефективний при розрахунках ефективної маси, але, застосовуючи високі порядки теорії збурень, можна в принципі розрахувати закон дисперсії у всій зоні.   
Розраховуючи енергію та хвильову функцію квазічастинки з квазіімпульсом {\displaystyle \mathbf {k} }, гамільтоніан записується у вигляді суми незбуреного гамільтоніану {\displaystyle {\hat {H}}_{0}} та збурення, яке має вигляд:
{\displaystyle {\hat {H}}_{\mathbf {k} }'={\frac {\hbar ^{2}k^{2}}{2m}}+{\frac {\hbar \mathbf {k} \cdot {\hat {\mathbf {p} }}}{m}},}
де {\displaystyle \hbar } — зведена стала Планка, {\displaystyle m} — маса електрона,  а {\displaystyle {\hat {p}}} є оператором, тож
{\displaystyle \mathbf {k} \cdot {\hat {\mathbf {p} }}=k_{x}\left(-i\hbar {\frac {\partial }{\partial x}}\right)+k_{y}\left(-i\hbar {\frac {\partial }{\partial y}}\right)+k_{z}\left(-i\hbar {\frac {\partial }{\partial z}}\right).}
Гамільтоніан незбуреної задачі {\displaystyle {\hat {H}}_{0}} є точним у вихідній точці зони Бріллюена, якою здебільшого є точка високої симетрії, наприклад Гамма-точка, де {\displaystyle \mathbf {k} =0}. Поблизу вихідної точки збурення мале, тому метод найкраще працює в її околі й використовується в першу чергу для розрахунку ефективної маси.

### Невироджена зона
Для невиродженої зони (тобто, для зони, енергія якої в точці k=0 відрізняється від енергії будь-якої іншої зони) з  екстремумом в  k=0, та за відсутносі спін-орбітальної взаємодії, k·p метод в найнижчому нетривіальному порядку теорії збурень дає:
{\displaystyle u_{n,\mathbf {k} }=u_{n,0}+{\frac {\hbar }{m}}\sum _{n'\neq n}{\frac {\langle u_{n,0}|\mathbf {k} \cdot \mathbf {p} |u_{n',0}\rangle }{E_{n,0}-E_{n',0}}}u_{n',0},}
{\displaystyle E_{n,\mathbf {k} }=E_{n,0}+{\frac {\hbar ^{2}k^{2}}{2m}}+{\frac {\hbar ^{2}}{m^{2}}}\sum _{n'\neq n}{\frac {|\langle u_{n,0}|\mathbf {k} \cdot \mathbf {p} |u_{n',0}\rangle |^{2}}{E_{n,0}-E_{n',0}}},}
де {\displaystyle u_{n,\mathbf {k} }} та {\displaystyle E_{n,\mathbf {k} }} — хвильова функція та енергія квазічастинки в n-ій зоні з хвильовим вектором k, відповідно, а {\displaystyle u_{n,0}} та {\displaystyle E_{n,0}} — аналогічні значення для квазічастинки з нульовим квазіімпульсом. 
Оскільки k — дійсний вектор, тобто набір чисел, а не оператор, матричні елементи переписуються як:
{\displaystyle \langle u_{n,0}|\mathbf {k} \cdot \mathbf {p} |u_{n',0}\rangle =\mathbf {k} \cdot \langle u_{n,0}|\mathbf {p} |u_{n',0}\rangle .}
Так можна вирахувати енергію при будь-якому k, використовуючи тільки кілька невідомих параметрів: En,0 та {\displaystyle \langle u_{n,0}|\mathbf {p} |u_{n',0}\rangle }. Матричні елементи, задають останній вираз, споріднені з дипольними моментами переходу. Їх називають оптичними матричним елементами і зазвичай отримують з аналізу експериментальних даних.
Практично сума по n' часто обмежується тільки двома сусідніми зонами, оскільки їхній внесок найважливіший (з огляду на знаменник). Однак, для підвищення точності, особливо при більших k, необхідно враховувати більше зон, а крім того ще й додаткові порядки теорії збурень.

#### Ефективна маса
Виписаний вище закон дисперсії можна використати для обчислення ефективної маси електронів провідності в напівпровіднику.  Для обчислення закону дисперсії у випадку зони провідності береться енергія En0 дна зони провідності Ec0 і тільки ті члени в сумі, що пов'язані з верхом найближчої валентної зони, для якої різниця в знаменнику найменша. (Внесок цих членів у суму найбільший) Тоді знаменник дорівнює  ширині забороненої зони Eg, що дає такий вираз для енергії електрона провідності:
{\displaystyle E_{c}({\boldsymbol {k}})\approx E_{c0}+{\frac {(\hbar k)^{2}}{2m}}+{\frac {\hbar ^{2}}{{E_{g}}m^{2}}}\sum _{n}{|\langle u_{c,0}|\mathbf {k} \cdot \mathbf {p} |u_{n,0}\rangle |^{2}}.}
Тоді ефективна маса в напрямку  ℓ дорівнює:
{\displaystyle {\frac {1}{m}}_{\ell }={{1} \over {\hbar ^{2}}}\sum _{m}\cdot {{\partial ^{\ 2}E_{c}({\boldsymbol {k}})} \over {\partial k_{\ell }\partial k_{m}}}\approx {\frac {1}{m}}+{\frac {2}{E_{g}m^{2}}}\sum _{m,\ n}{\langle u_{c,0}|p_{\ell }|u_{n,0}\rangle }{\langle u_{n,0}|p_{m}|u_{c,0}\rangle }.}
Не розглядаючи детально матричні елементи, можна зробити важливий висновок, що ефективна маса залежить від ширини забороненої зони, й стає нульовою, коли ширина забороненої зони нульова. 
Корисні оцінки для матричних елементів прямозонних напівпровідників дають:
{\displaystyle {\frac {2}{E_{g}m^{2}}}\sum _{m,\ n}{|\langle u_{c,0}|p_{\ell }|u_{n,0}\rangle |}{|\langle u_{c,0}|p_{m}|u_{n,0}\rangle |}\approx 20} еВ {\displaystyle {\frac {1}{mE_{g}}}\ ,}
що справедливо з точністю близько 15% або краще для більшості напівпровідників групи IV, III-V та II-VI.
На відміну від цього простого наближення,  у випадку валентної зони необхідно враховувати спін-орбітальну взаємодію (дивіться далі) та набагато більше зон. Обчислення провели Ю та Кардони Мобільними носія заряду у валентній зоні є дірки. Виявляється існує два типи дірок із різними ефективними масами. Їх називають важкими та легкими. Їхні ефективні маси анізотропні.  

### Врахування спін-орбітальної взаємодії
З врахуванням спін-орбітальної взаємодії рівняння Шредінгера для  u набирає вигляду:
{\displaystyle H_{\mathbf {k} }u_{n,\mathbf {k} }=E_{n,\mathbf {k} }u_{n,\mathbf {k} },}
де
{\displaystyle H_{\mathbf {k} }={\frac {p^{2}}{2m}}+{\frac {\hbar }{m}}\mathbf {k} \cdot \mathbf {p} +{\frac {\hbar ^{2}k^{2}}{2m}}+V+{\frac {\hbar }{4m^{2}c^{2}}}(\nabla V\times (\mathbf {p} +\hbar \mathbf {k} ))\cdot {\vec {\sigma }}.}
Тут {\displaystyle {\vec {\sigma }}=(\sigma _{x},\sigma _{y},\sigma _{z})} матриці Паулі. З цим гамільтоніаном можна працювати аналогічно викладеному вище.

### Вироджені зони
Для випалку вироджених або близьких зон, зокрема для валентної зони в матеріалах на зразок арсеніду галію, рівняння можна аналізувати, використовуючи відповідний варіант терії збурень. До моделей цього типу належать "модель Латтіджера-Кона"  та "можель Кейна"..

## Виноски
1. 1 2  P. Yu, M. Cardona (2005). Fundamentals of Semiconductors: Physics and Materials Properties (вид. 3rd). Springer. Section 2.6, pp. 68 ff'. ISBN 3-540-25470-6. Архів оригіналу за 21 квітня 2017. Процитовано 20 квітня 2017.
2. 1 2  
W.P. Harrison (1989) [1980]. Electronic Structure and the Properties of Solids (вид. Reprint). Dover Publications. с. 158ff. ISBN 0-486-66021-4.
3. ↑  Прямозонний напівпровідник має верх валентної зони та дно зони провідності при однаковому значення k, зазвичай у  Γ-точці, де k = 0.
4. ↑  Дивіться Table 2.22 [Архівовано 21 квітня 2017 у Wayback Machine.] in Yu & Cardona, op. cit.
5. ↑  See Yu & Cardona, op. cit. pp. 75-82
6. 1 2  C. Kittel (1987). Quantum Theory of Solids (вид. Second Revised Printing). New York: Wiley. с. 186–190. ISBN 0-471-62412-8.
7. 1 2  
Evan O. Kane (1957). Band Structure of Indium Antimonide. Journal of Physics and Chemistry of Solids. 1: 249. Bibcode:1957JPCS....1..249K. doi:10.1016/0022-3697(57)90013-6.
8. ↑  
J. M. Luttinger, W. Kohn (1955). Motion of Electrons and Holes in Perturbed Periodic Fields. Physical Review. 97: 869. Bibcode:1955PhRv...97..869L. doi:10.1103/PhysRev.97.869.